# Attentat de Mastung et Bannu (2018)
Ne doit pas être confondu avec Attentat de Mastung (2017).
Le 13 juillet 2018, une semaine avant les élections générales au Pakistan, deux attentats ont lieu lors de rassemblements électoraux à Bannu et Mastung.
À Bannu, une moto piégée activée à distance cause la mort de 5 personnes et blesse 37 autres personnes. Le but de l'attentat était d'assassiner l'ancien ministre en chef du Khyber Pakhtunkhwa, Akram Khan Durrani.
À Mastung, un kamikaze lié à l'État islamique s'est fait exploser lors d'un rassemblement électoral en faveur de Siraj Raisani, frère de l'ancien ministre en chef du Baloutchistan, Aslam Raisani et candidat à l'élection générale. 
Cet attentat est l'un des plus meurtriers de l'histoire du Pakistan. 149 personnes ont été tuées et 186 autres blessées. Siraj Raisani décédera à la suite de ses blessures. L'attaque sera revendiquée par l'État islamique.

## Contexte
Le Pakistan est confronté depuis 2004 à une insurrection djihadiste dans le nord-ouest du pays. Les islamistes, principalement de l'État islamique et de Tehrik-e-Taliban Pakistan, souhaitent établir au Pakistan un État islamique avec pour législation la charia. Opposés à la démocratie, les djihadistes orchestrent régulièrement des attentats terroristes pendant les élections. 
Dans ce contexte tendu, 12 jours avant les élections générales pakistanaises de 2018, plusieurs attentats sont orchestrés. Au début du mois de juin, un attentat à la bombe a eu lieu à Ramzak Tehsil au Waziristan du Nord dans le bureau de Malik Aurangjeb Khan, un candidat à l'élection, dix personnes sont blessées. À Bannu, une semaine avant l'attentat, une moto piégée est actionnée à distance lors d'un rassemblement du candidat Shein Malik, dans le quartier Takhti Khel.
Deux jours avant l'attentat de Mastung, un attentat-suicide a lieu lors d'un rassemblement électoral du candidat Haroon Bilour à Peshawar. 20 personnes sont laissées pour mortes, dont Haroon Bilour, 63 autres sont blessées.

## Déroulement

### Mastung
Le 13 juillet 2018, alors que le candidat à l'élection générale Siraj Raisani est sur le point de commencer un discours lors d'un rassemblement électoral en sa faveur, un kamikaze lié à l'État islamique déclenche sa charge explosive dans une foule de près d'un millier d'adhérents.
L'homme surnommé Abu Bakr al-Pakistani selon l'État islamique, portait une charge explosive d'au moins 20 kilogrammes selon la police pakistanaise.
L'explosion a tué plus de 128 personnes, et plus de 200 personnes ont été blessées, dont le candidat Siraj Raisani. Les blessés sont transportés à l'hôpital, dont de nombreuses personnes dont le pronostic vital est engagé. Deux jours plus tard, le bilan est établi à 149 morts et 186 blessés, ce qui fait de cet attentat l'attaque la plus meurtrière au Pakistan depuis le massacre de l'académie militaire de Peshawar en 2014.

### Bannu
A Bannu le même jour, l'ancien ministre en chef du KPK et chef du puissant partie politique Jamiat Ulema el-islam, Akram Khan Durrani, revient d'un rassemblement électoral à bord d'un convoi sécurisé par 40 policiers. Lorsque le convoi est arrivé près de Haved Bazaar, une moto piégée est déclenchée près du véhicule de l'ancien ministre au niveau du pneu.
L'attaque ciblée a eu lieu près d'un rassemblement du parti politique JUI-F. L'attaque fait 5 morts et 37 blessés. L'attaque est revendiquée par le groupe Ittehad-ul-Mudjahideen, groupe affilié au Tehrik-e-Taliban Pakistan.

## Cible privilégiée

### Mastung
Siraj Raisani était un des membres les plus éminents du parti politique "Baloutchistan Awami Party". Il est le frère de l'ancien ministre en chef de la province du Baloutchistan. Siraj Raisani a aussi été le président de l'ancien parti politique fondé par son père, le Muttahida Mahaz Baloutchistan. 
Le 3 juin 2018 il a fusionné son parti politique avec le Baloutchistan Awami party pour avoir plus de chances de remporter les élections générales du PB-35. En juillet 2011, il avait déjà été victime d'une tentative d'assassinat, son fils Hakmal Raisani a été tué durant l'embuscade.

### Bannu
L'attaque de Bannu avait pour but d'assassiner Akram Khan Durrani, l'ancien ministre en chef du KPK de 2002 a 2007, il était candidat a l'élection de 2018 au NA-35 (Bannu).
Chef du parti Muttahida majlis el-amal, Durrani a été nommé ministre du logement et des travaux publics le 29 août 2013 par l'ancien président Mamnoon Hussain. Particulièrement menacé, Durrani a déjà été victime de plusieurs tentatives d'assassinat infructueuses, une première fois en 2007 et une seconde fois en 2015.